# Championnat du Salvador de football 1981
Navigation
Saison précédente Saison suivante
La Primera División 1981 est la trente-et-unième édition de la première division salvadorienne.
Lors de ce tournoi, le CD Atlético Marte a tenté de conserver son titre de champion du Salvador face aux neuf meilleurs clubs salvadoriens.
Chacun des dix clubs participant était confronté trois fois aux neuf autres équipes. Puis les quatre meilleurs se sont affrontés lors d'une phase finale à la fin de la saison.
Seulement une place était qualificative pour la Coupe des champions de la CONCACAF et deux pour la Coupe de la Fraternité.

## Les 10 clubs participants
| \| CD Águila Alianza FC CD Atlético Marte CD Chalatenango Club Deportivo FAS CD Independiente CD Luis Ángel Firpo Alianza FC CD Atlético Marte Once Lobos CD Santiagueño Universidad Barrios \| Localisation des clubs engagés dans le championnat. |
| CD Águila Alianza FC CD Atlético Marte CD Chalatenango Club Deportivo FAS CD Independiente CD Luis Ángel Firpo Alianza FC CD Atlético Marte Once Lobos CD Santiagueño Universidad Barrios                                                           |

| Club                        | Stade                          | Capacité          | Ville             |
| CD Águila                   | Stade Juan Francisco Barraza   | 10 000            | San Miguel        |
| Alianza FC                  | Stade Cuscatlán                | 45 925            | San Salvador      |
| CD Chalatenango             | Stade José Gregorio Martínez   | 15 000            | Chalatenango      |
| Club Deportivo FAS          | Stade Oscar Quiteño            | 15 000            | Santa Ana         |
| CD Independiente            | Stade inconnu                  | Capicité inconnue | San Vicente       |
| CD Luis Ángel Firpo         | Stade Sergio Torres            | 5 000             | Usulután          |
| CD Atlético Marte           | Stade Cuscatlán                | 45 925            | San Salvador      |
| Once Lobos                  | Stade Cesar Hernández          | 15 000            | Chalchuapa        |
| CD Santiagueño              | Stade Leonidas Flores Cárdenas | Capacité inconnue | Santiago de María |
| Universidad Gerardo Barrios | Complejo Deportivo España      | Capacité inconnue | Ciudad Barrios    |

## Compétition
La compétition se déroule en deux phases :
- La phase de qualification : les vingt-sept journées de championnat.
- La phase finale : les matchs allant des demi-finales aller-retour à la finale sur une seule confrontation.

### Phase de qualification
Lors de la phase de qualification les dix équipes affrontent à trois reprises les neuf autres équipes selon un calendrier tiré aléatoirement. Il semble cependant que la dernière journée de championnat n'est pas été jouée.
Les quatre meilleures équipes sont qualifiées pour les demi-finales de la compétition.
Le classement est établi sur l'ancien barème de points (victoire à 2 points, match nul à 1, défaite à 0).
Le départage final se fait selon les critères suivants :
- Le nombre de points.
- Un match d'appui pour départager les équipes.

#### Classement
| Rang | Équipe                          | Pts | J  | G  | N  | P  | Bp | Bc | Diff |
| ---- | ------------------------------- | --- | -- | -- | -- | -- | -- | -- | ---- |
| 1    | Club Deportivo FAS              | 39  | 26 | 17 | 5  | 4  | 36 | 13 | +23  |
| 2    | CD Independiente                | 35  | 26 | 14 | 7  | 5  | 35 | 22 | +13  |
| 3    | CD Atlético Marte (T)           | 30  | 26 | 10 | 10 | 6  | 42 | 34 | +8   |
| 4    | Universidad Gerardo Barrios (P) | 29  | 26 | 10 | 9  | 7  | 41 | 31 | +10  |
| 5    | CD Chalatenango                 | 27  | 26 | 8  | 11 | 7  | 33 | 36 | -3   |
| 6    | Alianza FC                      | 25  | 26 | 7  | 11 | 8  | 24 | 27 | -3   |
| 7    | CD Santiagueño                  | 21  | 26 | 6  | 9  | 11 | 24 | 32 | -8   |
| 8    | Once Lobos                      | 20  | 26 | 5  | 10 | 11 | 25 | 40 | -15  |
| 9    | CD Águila                       | 17  | 26 | 6  | 5  | 15 | 34 | 41 | -7   |
| 10   | CD Luis Ángel Firpo             | 17  | 26 | 6  | 5  | 15 | 26 | 44 | -18  |

| Légende : Qualifications et relégations | Légende : Qualifications et relégations                                         |
| --------------------------------------- | ------------------------------------------------------------------------------- |
|                                         | Tournoi de la Fraternité 1982 (Quarts de finale) Qualifié pour les demi-finales |
|                                         | Qualifié pour les demi-finales                                                  |
|                                         | Relégué en Segunda División                                                     |
|                                         | (T) : Tenant du titre (P) : Promu de la saison 1980                             |

### La phase finale
Les quatre équipes qualifiées sont réparties dans le tableau final d'après leur classement général.
En cas d'égalité sur la somme des confrontations, des prolongations puis une séance de tirs au but ont lieu.

#### Tableau
|  | 1/2 finale                  | 1/2 finale                  | 1/2 finale       | 1/2 finale | 1/2 finale | 1/2 finale |                    |                    | Finale | Finale | Finale | Finale | Finale |  |
|  |                             |                             |                  |            |            |            |                    |                    |        |        |        |        |        |  |
|  |                             |                             |                  |            |            |            |                    |                    |        |        |        |        |        |  |
|  |                             |                             |                  |            |            |            |                    |                    |        |        |        |        |        |  |
|  | CD Atlético Marte           | CD Atlético Marte           | (3)              | 5          | 2          | 0(4)       |                    |                    |        |        |        |        |        |  |
|  | CD Atlético Marte           | CD Atlético Marte           | (3)              | 5          | 2          | 0(4)       |                    |                    |        |        |        |        |        |  |
|  | Club Deportivo FAS          | Club Deportivo FAS          | (1)              | 1          | 3          | 0(5)       |                    |                    |        |        |        |        |        |  |
|  | Club Deportivo FAS          | Club Deportivo FAS          | (1)              | 1          | 3          | 0(5)       | Club Deportivo FAS | Club Deportivo FAS | (1)    | 1      | 0(4)   |        |        |  |
|  |                             |                             |                  |            |            |            | Club Deportivo FAS | Club Deportivo FAS | (1)    | 1      | 0(4)   |        |        |  |
|  |                             | CD Independiente            | CD Independiente | (2)        | 1          | 0(3)       |                    |                    |        |        |        |        |        |  |
|  | CD Independiente            | CD Independiente            | CD Independiente | (2)        | 1          | 0(3)       | (2)                | 2                  | 1      | 0(V)   |        |        |        |  |
|  | CD Independiente            | CD Independiente            |                  |            |            |            | (2)                | 2                  | 1      | 0(V)   |        |        |        |  |
|  | Universidad Gerardo Barrios | Universidad Gerardo Barrios | (4)              | 0          | 2          | 0(P)       |                    |                    |        |        |        |        |        |  |
|  | Universidad Gerardo Barrios | Universidad Gerardo Barrios | (4)              | 0          | 2          | 0(P)       |                    |                    |        |        |        |        |        |  |

#### Demi-finales
| Club              | Aller | Retour | Club                        | Commentaire                  |
| CD Atlético Marte | 5-1   | 2-3    | Club Deportivo FAS          | Tirs au but : 4-5            |
| CD Independiente  | 2-0   | 1-2    | Universidad Gerardo Barrios | Tirs au but : Scores inconnu |

#### Finale
| 30 octobre 1981                                   | Club Deportivo FAS | 1:1                                                             | CD Independiente | Stade Cuscatlán |  |
|                                                   | Cabrera 81e        |                                                                 | Je. González     |                 |  |
| Cabrera · Valenzuela · Estrada · Vargas · Álvarez | Tirs au but 4:3    | Ji. González · Valencia · González Vega · Moreno · Je. González |                  |                 |  |

## Bilan du tournoi
| Tableau d'Honneur     |                    |
| Compétition           | Vainqueur          |
| Primera División 1981 | Club Deportivo FAS |

| Qualifications continentales 1981-1982 |                                     |
| Coupe des champions de la CONCACAF     | Qualifiés                           |
| Premier tour de qualification          | CD Independiente                    |
| Coupe de la Fraternité                 | Qualifiés                           |
| Quarts de finale                       | Club Deportivo FAS CD Independiente |

| Promotions et relégations   |                               |
| Relégué en Segunda División | CD Águila CD Luis Ángel Firpo |
| Promu de Segunda División   | CD Agave                      |